# مارك رونان
مارك رونان (بالإنجليزية: Mark Ronan)‏ هو رياضياتي أمريكي، ولد في 1947.